# Pseudotrapelus sinaitus
Pseudotrapelus sinaitus är en ödleart som beskrevs av  Lucas Friedrich Julius Dominikus von Heyden 1827. Pseudotrapelus sinaitus ingår i släktet Pseudotrapelus och familjen agamer.

## Underarter
Arten delas in i följande underarter:
- P. s. sinaitus
- P. s. werneri